# Capronia coronata
Capronia coronata är en lavart som beskrevs av Samuels 1987. Capronia coronata ingår i släktet Capronia och familjen Herpotrichiellaceae.   Inga underarter finns listade i Catalogue of Life.